# 25302 Ніїм
25302 Ніїм (25302 Niim; яп. にいむ) — астероїд головного поясу, відкритий 9 грудня 1998 року.
Тіссеранів параметр щодо Юпітера — 3,212.
Названо на честь Йосіхіро Ніїма.